# Earl of Dundonald

Wappen der Earls of Dundonald

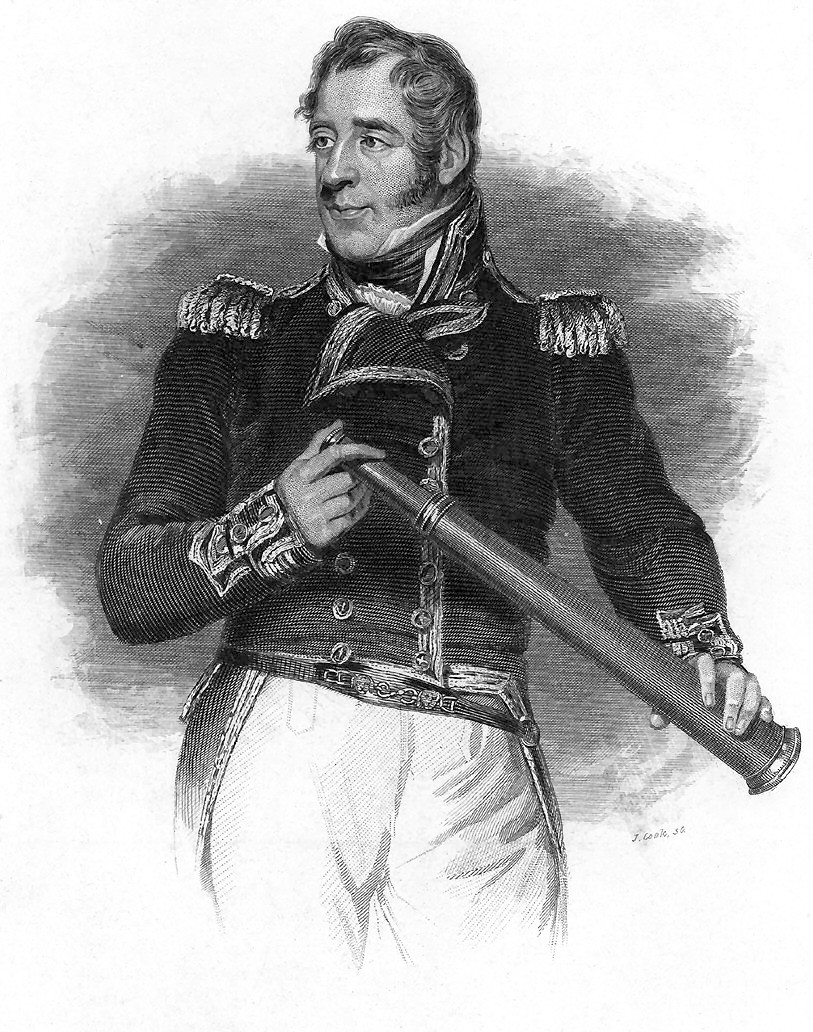
Thomas Cochrane, 10. Earl of Dundonald

Earl of Dundonald ist ein erblicher britischer Adelstitel in der Peerage of Scotland. Er ist nach der Ortschaft Dundonald in South Ayrshire, Schottland benannt.
Heutiger Familiensitz der Earls ist Lochnell Castle bei Oban in Argyll.
Der jeweilige Earl ist zugleich erblicher Chief des Clan Cochrane.

## Verleihung und nachgeordnete Titel
Der Titel wurde am 12. Mai 1669 an den verdienten Royalisten Sir William Cochrane verliehen. Zusammen mit dem Earldom wurde ihm der nachgeordnete Titel Lord Cochrane of Paisley and Ochiltree verliehen. Die Verleihung dieser beiden Titel erfolgte mit dem besonderen Zusatz, dass sie in Ermangelung eigener männlicher Nachkommen auch an dessen Tochter und deren männliche Nachkommen vererbbar sei, soweit diese den Namen und das Wappen der Familie Cochrane führen.
Bereits am 26. Dezember 1647 war dem ersten Earl der fortan nachgeordnete Titel Lord Cochrane of Dundonald verliehen worden.

## Weiterer Titel
Der zehnte Earl wurde während der Koalitionskriege als Admiral der Royal Navy berühmt. Zwischen 1817 und 1828 trat er in ausländische Dienste und beteiligte sich an den Unabhängigkeitskriegen von Chile, Brasilien und Griechenland gegen ihre jeweiligen Kolonialmächte. 1823 wurde er von Kaiser Pedro I. von Brasilien zum Marquis von Maranhao („Marquês do Maranhão“) erhoben. Der Titel erlosch bei seinem Tod 1860.

## Liste der Earls of Dundonald (1669)
- William Cochrane, 1. Earl of Dundonald (1605–1685)
- John Cochrane, 2. Earl of Dundonald (um 1660–1690)
- William Cochrane, 3. Earl of Dundonald (1686–1705)
- John Cochrane, 4. Earl of Dundonald (1687–1720)
- William Cochrane, 5. Earl of Dundonald (1708–1725)
- Thomas Cochrane, 6. Earl of Dundonald (1702–1737)
- William Cochrane, 7. Earl of Dundonald (1729–1758)
- Thomas Cochrane, 8. Earl of Dundonald (1691–1778)
- Archibald Cochrane, 9. Earl of Dundonald (1749–1831)
- Thomas Cochrane, 10. Earl of Dundonald (1775–1860)
- Thomas Cochrane, 11. Earl of Dundonald (1814–1885)
- Douglas Cochrane, 12. Earl of Dundonald (1852–1935)
- Thomas Cochrane, 13. Earl of Dundonald (1886–1958)
- Ian Cochrane, 14. Earl of Dundonald (1918–1986)
- Iain Cochrane, 15. Earl of Dundonald (* 1961)

Titelerbe (Heir Apparent) ist der Sohn des jetzigen Earls, Archie Ian Thomas Blair Cochrane, Lord Cochrane (* 1991).